# Harpconcert (Hovhaness)
Alan Hovhaness voltooide zijn enige Harpconcert in 1973; het werk is geschreven voor harp en strijkinstrumenten. Het hoofdthema van dit concert is de (schijnbare) tegenstelling tussen een tokkelinstrument (harde aanslag en snel decrescendo) en strijkinstrumenten (lange noten zijn mogelijk).

## Delen
1. Largo maestoso e grave
2. Andante espressivo
3. Allegretto
4. Dawn in Paradise; Adagio rubato
5. Adagio

Het werk begint met een lange legato melodielijn in de altviolen, die vervolgens wordt overgenomen door de wat kortere staccatoklanken van de harp. De melodielijn is echter zo gekozen, dat qua gehoor ook de harp legato speelt. In dit deel ook een solo van de harp met op de achtergrond fluisterend pizzicato van de strijkers. De strijkers zetten ook deel 2 is gang met een koraalachtige melodie; de harp doet haar intrede met een toonladderachtige reeks, gebaseerd op Oosterse kerktoonladders. Ze speelt daarop in eenzelfde soort geschreven melodie tegenover de begeleiding.Deel 3 valt op door haar (relatief) snelle tempo, maar is eigenlijk al afgelopen voordat het begint met haar speeltijd van minder dan één minuut. De rust van de delen 1 en 2 keert terug in deel 4. Deel 5 begint met een hymne van strijkers met daarboven rustig getokkel van de harp. Geleidelijk gaat het over in een aaneengesloten melodie van de harp boven een pizzicato-achtige achtergrond van strijkers; het geel sluit af met een teruggang naar het begin van dit deel.

De muziek is ingetogen en romantisch ; Arvo Pärtachtige tempi en muzieklijnen.

## Discografie
- Uitgave Telarc: Yolanda Kondonassis (harp) met I Fiamminghi o.l.v. Rudolf Werthen; een opname van dit werk in 1998; Galaxy Studio in Mol (België).

## Bron
- de Telarc compact disc
- Hovhaness.com